# Herniaria lusitanica subsp. berlengiana
Herniaria lusitanica subsp. berlengiana é uma subespécie de planta com flor pertencente à família Caryophyllaceae. 
A autoridade científica da subespécie é Chaudhri in Meded., tendo sido publicada em Bot. Mus. Herb. Rijks Univ. Utrecht 285: 343 (1968).

## Portugal
Trata-se de uma subespécie presente no território português, nomeadamente em Portugal Continental.
Em termos de naturalidade é endémica da região atrás referida.

## Protecção
Encontra-se protegida por legislação portuguesa ou da Comunidade Europeia, nomeadamente pelo Anexo II e IV da Directiva Habitats.